# Tandbøjle
Tandbøjle er en behandlingsmåde for at rette op på tænder, som står forkert i forhold til de andre tænder. Behovet for tandbøjle kan skyldes, at tænderne ikke har samme størrelse. Der findes mange forskellige former for tandbøjler. Der findes faste tandbøjler ("togskinner") og aftagelige/løse bøjler såsom ganebøjler. Bøjlen rykker tænderne så tandstillingen bliver lige.
Fast tandbøjler ("togskinner") består af små metallåse, der limes på tænderne. Metallåsene forbindes med en metaltråd (stålwire) af forskellig tykkelse og hårdhed. 
Tandbøjler anvendes både hos børn og voksne, dog mere hos børn end voksne. Det er som regel gratis hos skoletandlægerne.